# Académie scandinave
L'Académie scandinave est une école artistique établie à Paris qui fut active entre 1919 et 1935.
L'Académie scandinave est gérée par des artistes suédois, norvégiens et danois, tels que Lena Börjeson, Otte Sköld, Henrik Sørensen, Adam Fischer et Per Krohg avec Lena Börjeson en tant que directrice. Gunnar Cederschiöld est président de l'Association des artistes scandinaves.
L'école est située dans la Maison Watteau, no 6 rue Jules-Chaplain, où l'art suédois s'expose régulièrement.
En 1933, elle est sous le patronage du prince Eugène de Suède et du comte Albert Ehrensvärd, ministre de Suède à Paris.

## Professeurs
- Peinture :
  - Charles Dufresne, Othon Friesz, Marcel Gromaire, Charles Edmond Kayser, Henry de Waroquier
- Sculpture :
  - Paul Cornet, Charles Despiau, Louis Dejean

## Élèves
- Graciela Aranis, Emmanuel Auricoste (il reçoit le prix de l'Académie scandinave en 1934), René-Jean Clot, Jacques Despierre, Francis Gruber, Charles Leplae, Inés Puyó, Maria Helena Vieira da Silva, Vilna Jorgen Morpurgo (en)